# Piotr Zhu Rixin
Piotr Zhu Rixin (chiń. 朱日新伯鐸) (ur. 1881 r. w Zhujiahe, Hebei w Chinach – zm. 20 lipca 1900 r. w Loujiazhuang, Hebei) – święty Kościoła katolickiego, męczennik.

## Życiorys
Piotr Zhu Rixin był drugim synem Zhu Yuting, urodził się we wsi w przeważającej części katolickiej – ponad 300 z 400 mieszkańców było katolikami. Piotr Zhu Rixin uczył się w szkole niedaleko wsi Lou.
W 1900 r. podczas powstania bokserów zaatakowali oni wioskę Zhujiahe i spalili kościół razem z wiernymi. Wiele osób wyskoczyło przez okna, ale zostali złapani na zewnątrz i zabici nożami. W końcu gdy kościół zawalił się, pozostało jeszcze 51 osób. Bokserzy byli zbyt zmęczeni, żeby dokończyć dzieła zniszczenia tego dnia. W związku z tym związali ocalałych parafian i postanowili zabić ich na drugi dzień. W międzyczasie przywódca bokserów próbował skłonić ich do wyrzeczenia się wiary. Wszyscy, z wyjątkiem dwóch osób, odmówili. Będąc pod wrażeniem urody Piotr Zhu Rixin przywódca obiecał, że zrobi wszystko co w jego mocy, żeby odwieść go od wiary. Nie udało mu się jednak i w końcu oddał go w ręce katów.

## Dzień wspomnienia
9 lipca w grupie 120 męczenników chińskich.

## Proces beatyfikacyjny i kanonizacyjny
Został beatyfikowany 17 kwietnia 1955 r. przez Piusa XII w grupie Leon Mangin i 55 Towarzyszy. Kanonizowany w grupie 120 męczenników chińskich 1 października 2000 r. przez Jana Pawła II.